# .free
.free (punto free) fue una propuesta de dominio de nivel superior (TLD). Se trataba de un dominio de nivel superior patrocinado con la intención de ser un dominio de nivel superior libre.
De acuerdo con la dotFree Group s.r.o. la organización permitirá a cada individuo para registrar nombres de dominio libres en condiciones abiertas.
Junto con TLDs como .Travel , .Asia y .Eu .Free y otros TLDs propuestos pertenecen a la nueva categoría de GeoTLD. La cuestión de los nuevos dominios de nivel superior en general se ha debatido en varias reuniones de la ICANN (Las reuniones desde 2005).
Una justificación ofrecida por los defensores de la propuesta libre es el siguiente:
«La iniciativa para el dominio de nivel superior .free cuenta con el apoyo de un gran número de empresas y personas, y es la primera iniciativa de dominios de nivel superior que será 100 % gratis. El dominio de nivel superior .free dará a la gente de todo el mundo la oportunidad de poseer un dominio de nivel superior gratuito y ofrecerá a las empresas la oportunidad de comercializar sus productos con la extensión de dominio .free. La comunidad .free está dirigida por dotFree Group s. r. o., una empresa emergente checa, y por también por seguidores repartidos por todo el mundo y la gente que apoya la idea de libertad»

## Uso conflictivo en Roots DNS alternativos
A los dominios .free TLD se les encuentra actualmente en operación por el OpenNIC y el proyecto root DNS alternativo con el fin de "proporcionar espacio de nombres, autoridad de certificación y otros servicios para fomentar el uso no comercial de la internet ".

## Controversia
Se pueden prerregistrarse dominios gratis, pero después de registrar cualquier dominio que sigue muestra como disponible.
Microsoft ha acusado dotFREE group S.R.O. de ejecutar el Kelihos botnet que Microsoft cerró el 9/28/11
Microsoft llegó a un acuerdo con los acusados Dominique Alexander Piatti y su compañía, dotFREE group S.R.O. el 26 de octubre de 2011 , y desestimó la demanda contra ellos en virtud del acuerdo. Sr. Piatti. DotFree Group seguirá trabajando con Microsoft para convertirse en un modelo a seguir para la industria de los dominios gratis y establecer mejores prácticas de la industria en el espacio de dominio.